# Distrito de Judenburg
Judenburg fue un distrito del estado de Estiria (Austria).

## División administrativa
El distrito de Judenburg se divide en 23 municipios.

### Municipios
Barrios, aldeas y otras subdivisiones del municipio se indican con letras pequeñas.
- Amering
  - Großprethal, Kathal in Obdachegg, Kleinprethal, Obdachegg, Sankt Georgen in Obdachegg
- Bretstein
- Eppenstein
  - Mühldorf, Schoberegg, Schwarzenbach am Größing
- Fohnsdorf
  - Aichdorf, Dietersdorf, Hetzendorf, Kumpitz, Rattenberg, Sillweg, Wasendorf
- Hohentauern
  - Triebental
- Judenburg
  - Tiefenbach, Waltersdorf
- Maria Buch-Feistritz
  - Allersdorf, Feistritz, Maria Buch
- Obdach
  - Granitzen, Rötsch, Warbach
- Oberkurzheim
  - Götzendorf, Katzling, Mauterndorf, Mosing, Thaling, Unterzeiring, Winden
- Oberweg
  - Ossach
- Oberzeiring
  - Gföllgraben, Zeiringgraben, Zugtal
- Pöls
  - Allerheiligen, Allerheiligengraben, Enzersdorf, Greith, Gusterheim, Mühltal, Offenburg, Paig, Paßhammer, Pölshof, Sauerbrunn, Thalheim, Thaling
- Pusterwald
- Reifling
  - Auerling, Feeberg
- Reisstraße
  - Kothgraben
- Sankt Anna am Lavantegg
  - Bärnthal, Lavantegg, Sankt Anna-Feriensiedlung, Winterleiten, Zanitzen
- Sankt Georgen ob Judenburg
  - Pichlhofen, Scheiben, Wöll
- Sankt Johann am Tauern
  - Sankt Johann am Tauern Schattseite, Sankt Johann am Tauern Sonnseite
- Sankt Oswald-Möderbrugg
  - Möderbrugg, Sankt Oswald
- Sankt Peter ob Judenburg
  - Feistritzgraben, Furth, Mitterdorf, Möschitzgraben, Pichl, Rach, Rothenthurm
- Sankt Wolfgang-Kienberg
  - Katschwald, Kienberg, Mönchegg
- Unzmarkt-Frauenburg
  - Frauenburg, Unzmarkt
- Weißkirchen in Steiermark
- Zeltweg
  - Farrach